# Compsocryptus resolutus
Compsocryptus resolutus är en stekelart som först beskrevs av Cresson 1879.  Compsocryptus resolutus ingår i släktet Compsocryptus och familjen brokparasitsteklar. Inga underarter finns listade i Catalogue of Life.